# Святой Георгий (картина Мантеньи)
«Святой Георгий» (итал. San Giorgio) — картина итальянского живописца Андреа Мантеньи. Создана около 1460 года. С 1856 года картина хранится в коллекции Галереи Академии в Венеции.

## Описание
На картине изображен святой Георгий, который отрешенно смотрит вдаль, олицетворяя скорее всего идеал героя-победителя, чем христианского святого. Изображение рыцаря, чьи блестящие доспехи выполнены по эскизу Якопо Беллини, тестя художника, помещенное в мраморное обрамление охватывает сцену согласно простому, но строгому перспективному построению, и ограничивает призрачное пространство; гирлянда из цветов и фруктов сверху — украшение в падуанском стиле — становится частью обрамления, создавая иллюзию реальности. Реальное пространство словно продолжается в живописном, что создает впечатление непрерывности: зрительную иллюзию подчеркивает голова дракона и правая рука святого Георгия с копьем, выходящая за грань воображаемого мраморного фриза. Мантенья намеревался втянуть зрителя в композицию; в этом смысле и распределение света, чистого, не желтого как у других художников, хрустального, способствует созданию более прочной связи между двумя измерениями.
Город, изображенный на фоне, отождествляют с Селеном, где, согласно «Золотой легенде», святой Георгий убил дракона. Постановка головы святого Георгия и направление его взгляда является основанием считать, что ранее картина была одной из частей утраченного ныне полиптиха.